# 앙드레 드랭
앙드레 드랭(André Derain, 1880년 6월 10일 ~ 1954년 9월 8일)은 프랑스의 예술가, 화가, 조각가이다. 앙리 마티스와 함께 야수파을 주창하였다.

## 생애
드랭은 1880년 파리 외곽의 일드프랑스, 이블린, 샤투에서 태어났다. 블라맹크 또는 마티스를 만난 뒤 그림을 그리기 시작했다는 주장과는 달리, 1895년에 그림을 혼자 공부하기 시작하였다. 1898년 Académie Camillo에서 엔지니어가 되기 위하여 수학하는 동안 그는 외젠 카리에르가 지도하는 회화 수업에 출석했고 그곳에서 마티스를 만났다. 1900년에 드랭은 모리스 드 블라맹크를 만나 스튜디오를 공유하였고, 함께 인근의 풍경을 그리기 시작하였지만, 1901년 9월부터 1904년까지 Commercy에서의 군 복무로 인해 작업은 중단되었다. 퇴역 후 마티스는 드랭의 부모에게 드랭이 공학 공부를 포기하고 미술에 전념하는 것을 허락해 달라고 설득하였고. 이후 드랭은 줄리안느 아카데미에 출석하였다.

### 야수파
드랭과 마티스는 1905년 여름 동안 지중해 마을 콜리우르(Collioure)에서 함께 작업했으며, 같은 해 말에 살롱 도톤에서 매우 혁신적인 그림을 공개하였다. 생생하고 부자연스러운 색상으로 인해 비평가 루이 복셀은 그들의 작품을 "les Fauves" 또는 "야수"라고 조소적으로 불렀고, 이것이 야수파 운동의 시작이 되었다. 1906년 3월, 유명한 미술상 앙브루아즈 볼라르(Ambroise Vollard)는 드랭을 런던으로 보내 런던을 주제로 한 일련의 그림을 제작하였다. 30점의 그림(그 중 29 점은 아직 현존)에서 드랭은 휘슬러나 모네와 같은 이전의 화가 그린 것과 완전히 다른 런던의 초상을 선보였다. 대담한 색상과 구성으로 드랭은 템스강과 타워 브리지가 등장하는 여러 그림을 그렸다. 미술 평론가 T. G Rosenthal는 "모네 이후로 런던을 그렇게 신선하게 묘사하면서도 영국적인 본질을 유지하는 사람은 없었다. 드랭은 템즈강을 묘사할 때 여러 개의 점을 찍는 점묘법을 사용하였는데, 지금까지도 그 점들은 더욱 커지고 있기 때문에, 분할 점묘라고 불리는 색상의 분리 그 이상이며, 햇빛을 받으며 흐르는 강물 안에서 분할된 색상을 효과적으로 전달한다."고 평가하였다.

## 더 읽어 보기
- Clement, Russell (1994). Les Fauves: A Sourcebook. Greenwood Press. ISBN 0-313-28333-8ISBN 0-313-28333-8.
- Cowling, Elizabeth; Mundy, Jennifer (1990). On Classic Ground: Picasso, Léger, de Chirico and the New Classicism 1910–1930. London: Tate Gallery. ISBN 1-85437-043-XISBN 1-85437-043-X
- Diehl, Gaston (1977). Derain. Crown Publishers, Inc. ISBN 0517037203ISBN 0517037203.
- Hamilton, George Heard (1993). Painting and Sculpture in Europe, 1880–1940. Yale University Press. ISBN 0300056494ISBN 0300056494.
- Sotriffer, Kristian (1972). Expressionism and Fauvism. McGraw-Hill. OCLC 1149407OCLC 1149407.